# Adolph-Kolping-Straße 130 a

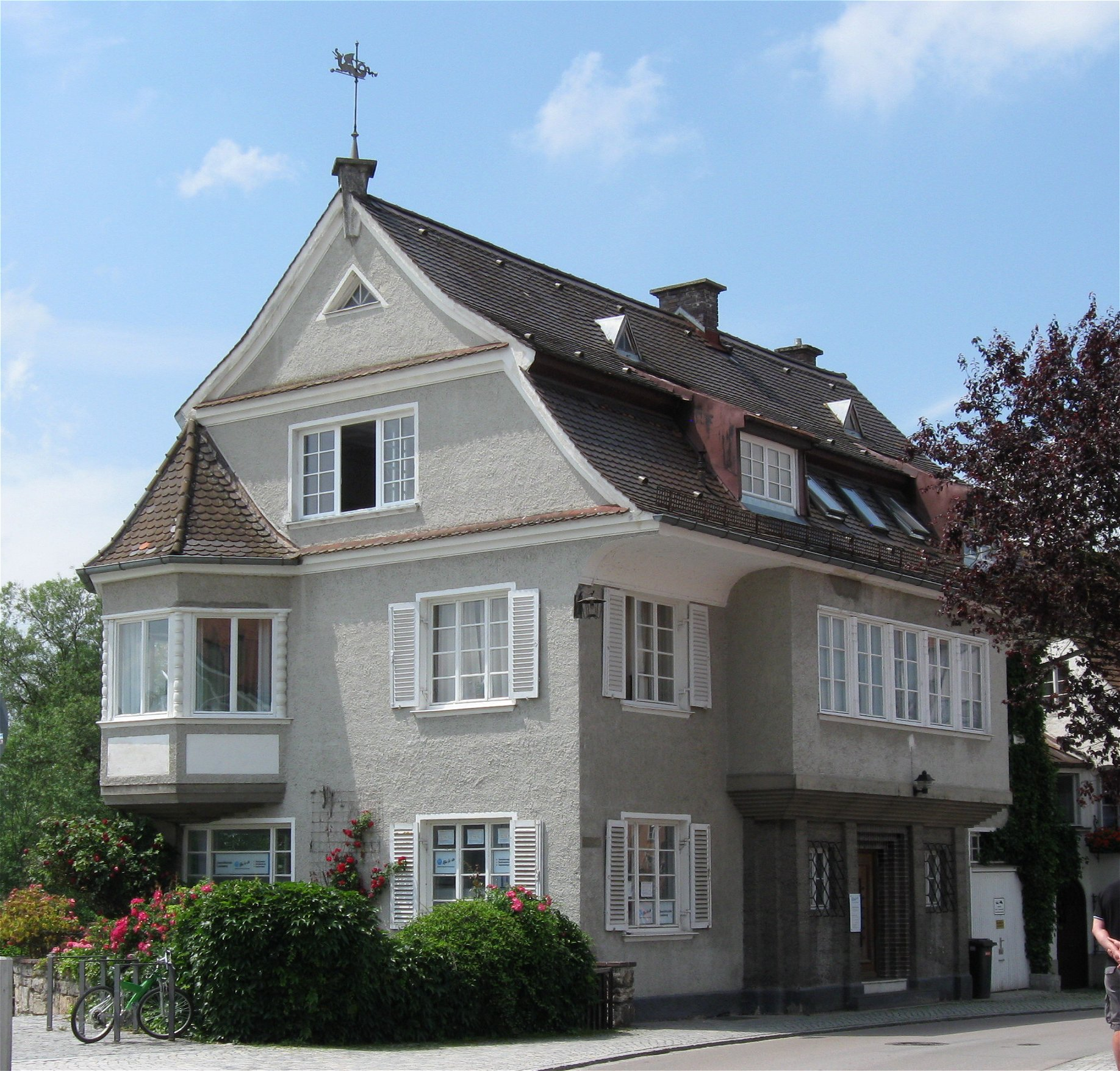
Adolph-Kolping-Straße 130 a in Landsberg am Lech (2012)

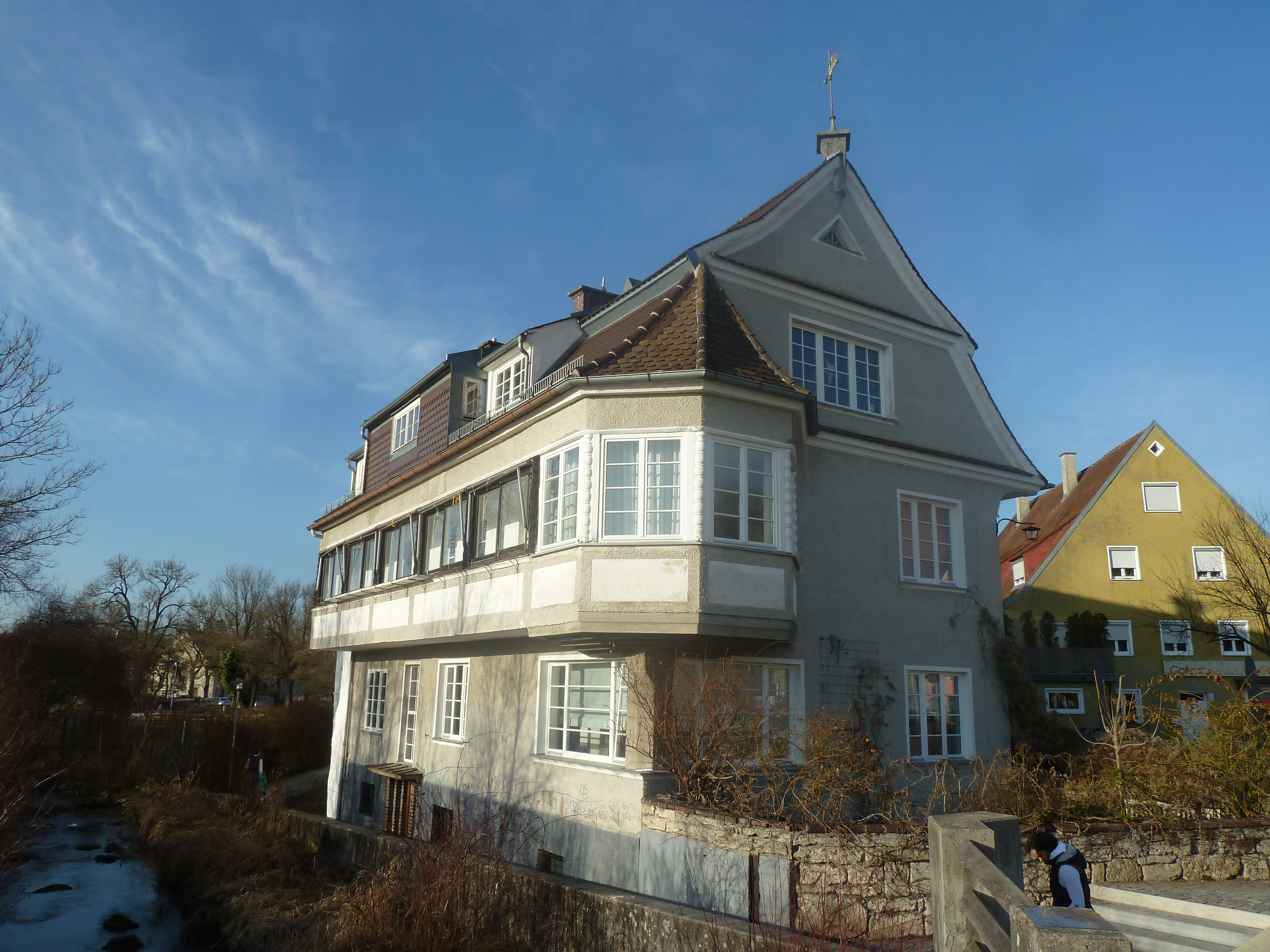
Ansicht vom Lech

Das Gebäude Adolph-Kolping-Straße 130 a in Landsberg am Lech, der Kreisstadt des oberbayerischen Landkreises Landsberg am Lech, wurde 1930 erbaut. Das Wohnhaus ist ein geschütztes Baudenkmal.

## Beschreibung
Der zweigeschossige Mansardsatteldachbau im Heimatstil mit expressionistischen Schmuckformen wurde nach Plänen des Architekten Anton Lichtenstern für den Zahnarzt Georg Paulus errichtet. Im Erdgeschoss befand sich die Zahnarztpraxis.
Das Dach des traufseitig zur Straße stehenden Gebäudes schwingt über einer Hohlkehle weit aus. Die südliche Giebelspitze wird durch ein Dreiecksfenster akzentuiert. Darüber erhebt sich ein Firstreiter mit einer als Drache gestalteten Wetterfahne. Die südliche Giebelseite wird durch Gesimsbänder gegliedert.
An der südwestlichen Hausecke sitzt ein Eckerker mit Zeltdach. Ein weiterer Erker mit fünfteiligem Fensterband ist an der Straßenseite vorhanden. Der Hauseingang, mit bauzeitlichem Türblatt, wird von einer gestuften Klinkerverkleidung eingerahmt. Ein weiterer Hauseingang mit gleicher Gestaltung liegt an der Westseite. Der kompletten Westseite zum Lech hin ist im Obergeschoss eine verglaste Veranda vorgesetzt.
Das äußere Erscheinungsbild wird durch die vielteiligen, großen Sprossenfenster mitgeprägt.